# Авария Ан-24 под Одессой
Аварийная посадка Ан-24 под Одессой — авиационная авария, произошедшая в день четверга 16 декабря 1982 года вблизи села Саханское. Авиалайнер Ан-24Б Курского ОАО предприятия «Аэрофлот» выполнял регулярный пассажирский рейс SU-395 по маршруту Курск — Киев — Одесса, но через 52 минуты после взлёта из аэропорта Борисполь (Киев) в кабине экипажа произошло возгорание электропроводки и начался пожар. Экипаж снизил самолёт вслепую, так как густой дым дезориентировал экипаж, после чего он начал искать место для аварийной посадки. Вскоре, экипаж посадил горящий лайнер на клеверовое поле вблизи села Саханское. Никто из находившихся на его борту 27 человек — 22 пассажиров и 5 членов экипажа, не погиб и не пострадал.

## Самолёт
Аг-24Б с бортовым номером СССР-46567 (заводской — 87304708, серийный — 047-08) был выпущен заводом Антонова в октябре 1968 года, после чего был передан в Государственный научно-исследовательский институт гражданской авиации. 12 ноября того же года был передан в Курский объединённый авиаотряд Управления гражданской авиации Центральных районов. Имел пассажировместимость салона 50 пассажиров. О количестве циклов «взлёт-посадка» и часов налёта неизвестно.

## Экипаж
Состав экипажа рейса SU-395 был из Курского объединённого авиаотряда, в состав которого входили:
- Командир воздушного судна (КВС) — Юрий Ильич Ермаков. Опытный пилот. Налетал более 8 тысяч часов[4];
- Второй пилот — Владимир Скарюкин;
- Штурман — Михаил Мартыненко;
- Бортмеханик — Николай Бородин;

В салоне авиалайнера работала стюардесса Наталья Леонова.

## Хронология событий
16 декабря 1982 года, в 12:03 МСК рейс 395 с 22 пассажирами и 5 членами экипажа взлетел с ВПП аэропорта Борисполь (Киев), а рейс выполнял Ан-24Б борт СССР-46567, летящий из Курска в Одессу с промежуточной остановкой в Киеве. Набрав высоту, лайнер занял эшелон полёта 5100 метров.
В 12:55, при входе в РЦ УВД Одессы, на удалении 110 км от аэропорта Одесса произошло возгорание электропроводки за щитком электропитания переменным током в кабине экипажа, после чего дым начал просачиваться в кабину пилотов. Экипаж немедленно приступил к экстренному снижению вслепую, так как пожар обесточил приборы, а снижение проходило в сплошной облачности. Снижение проходило с вертикальной скоростью 20-25 м/с, а крены иногда достигали 70°. КВС Ермаков приказал всем надеть кислородные маски. В процессе выполнения снижения по команде КВС были выключены потребители, а затем генераторы переменного, постоянного тока с переходом на электропитание от аварийной шины. Для тушения возникшего очага пожара использовались все имевшиеся на борту переносные огнетушители, но огонь распространялся так быстро, что огнетушители вскоре стали бесполезными. Для создания условий пассажирам, которые дышали через платки и полотенца, были открыты форточки и люк переднего багажника, а КВС в нарушение РЛЭ разгерметизировал самолёт на высоте 2 км, так как дышать было невозможно.
Когда самолёт вышел из облаков, и КВС начал искать место для вынужденной посадки, на него начал капать расплавленный пластик с потолка. Тогда бортмеханик Бородин, обжигая руки, защитил КВС, прикрыв его пальто, которое висело на вешалке. Вскоре экипаж выбрал место для аварийной посадки — клеверовое поле вблизи села Саханское.
В 13:03, спустя 7 минут и 40 секунд после начала пожара, объятый пламенем рейс SU-395, пролетев над селом и проводами ЛЭП, без выпуска шасси, приземлился на клеверовое поле в Ширяевском районе Одесской области. Пропахав 330 метров по полю и сорвав нижнюю обшивку фюзеляжа, лайнер остановился, но пожар стал ещё интенсивнее. Эвакуация пассажиров проводилась через заднюю грузовую дверь, так как основную дверь и аварийные люки оказались заклиненными.
Через несколько минут после посадки, когда все успели отбежать на безопасное расстояние от самолёта, произошёл взрыв топливных баков, отчего самолёт полностью разрушился и сгорел.

## Причины
Наиболее вероятной причиной возгорания электропроводки явился пробой контактора ТКД-133 ДОД системы обогрева стёкол вследствии конструктивных недостатков системы обогрева. В ходе расследования были выявлены серьёзные упущения в организации и проведении технического обслуживания авиационной техники в АТБ Курского ОАО.